# Claudii Pulchri
I Claudii Pulchri furono un ramo patrizio della romana gens Claudia distintosi particolarmente durante il periodo repubblicano.
Il nomen Claudius deriva da quello del nobile sabino Attus Clausus, romanizzato  in Appio Claudio, capostipite della gens Claudia, mentre il cognomen Pulcher ha il significato di bello.
I Claudii Pulchri mantennero sempre una posizione di particolare influenza grazie alle vaste clientele di cui disponevano, e raggiunsero, nel corso di tutta la storia repubblicana, per dieci volte il consolato,  negli anni 249, 212, 185, 184, 177, 143, 92, 79, 54 e 38 a.C., e la censura negli anni 169, 136 e 50 a.C.
Tra i membri più illustri della famiglia si ricordano:
- Appio Claudio Pulcro, console nel 212 a.C.;
- Appio Claudio Pulcro, console nel 185 a.C.;
- Appio Claudio Pulcro, console nel 143 a.C.;
- Appio Claudio Pulcro, che cambiò successivamente nome in Marco Livio Druso Claudiano;
- Appio Claudio Pulcro, pretore nell'88 a.C. e console nel 79 a.C.;
- Appio Claudio Pulcro, pretore nel 57 a.C. e console nel 54 a.C.;
- Appio Claudio Pulcro, console nel 38 a.C.;
- Gaio Claudio Pulcro, console nel 177 a.C.;
- Gaio Claudio Pulcro, console nel 92 a.C.;
- Gaio Claudio Pulcro, pretore nel 56 a.C.;
- Publio Claudio Pulcro, che cambiò successivamente nome in Publio Clodio Pulcro.